# Laëtitia Eïdo
Laëtitia Eïdo é uma atriz francesa.